# Pseudomeloe ogloblini
Pseudomeloe ogloblini là một loài bọ cánh cứng trong họ Meloidae. Loài này được Martnez miêu tả khoa học năm 1954.